# Ouija

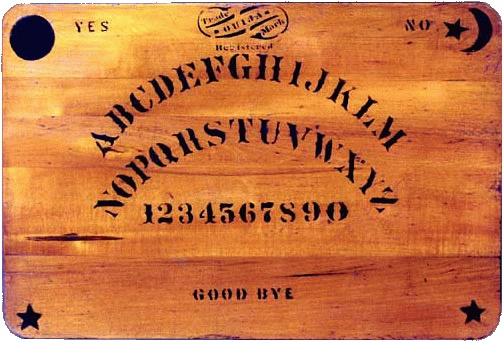
Ouija-tábla a 19. századból.

Az ouija (/ˈwiːdʒə/), más néven beszélő tábla, szellemtábla vagy boszorkánytábla egy lapos tábla, melyen az angol ábécé betűi, a számok 0-tól 9-ig, valamint az "igen", "nem", "hello" és "viszontlátásra" szavak találhatóak, egyéb szimbólumok és ábrák mellett. A táblát egy kis fa- vagy műanyagdarab (planchette) segítségével használják szeánszok alatt. A résztvevők ráhelyezik ujjaikat a planchette-re és annak akaratlan mozgatásával igyekeznek a túlvilágról jövő üzeneteket megfejteni.
A tudományos közösség erősen bírálja és elveti, valamint áltudománynak tartja a táblához kapcsolódó paranormális hiedelmeket. A tábla használatakor fellépő tudattalan izommozgásokat az ideomotoros tevékenység nevű jelenséggel magyarázzák, mely ösztönös izommozgásokat hoz létre. Keresztény felekezetek ugyanakkor óva intenek a tábla használatától, a démoni megszállottság veszélyére hivatkozva. Az okkultisták véleménye is megoszlik a tábla használatáról: egyesek szerint hasznos eszköz lehet a pozitív lelki átalakuláshoz, mások a keresztényekhez hasonlóan figyelmeztetnek annak különösen a „tapasztalatlan felhasználókra” leselkedő veszélyeire.

## Fordítás
- Ez a szócikk részben vagy egészben  az   Ouija című angol Wikipédia-szócikk fordításán alapul.  Az eredeti cikk szerkesztőit annak laptörténete sorolja fel. Ez a jelzés csupán a megfogalmazás eredetét és a szerzői jogokat jelzi, nem szolgál a cikkben szereplő információk forrásmegjelöléseként.